# Miglianico
Miglianico est une commune de la province de Chieti dans les Abruzzes en Italie.

## Administration
| Période                                  | Période  | Identité      | Étiquette | Qualité |
| ---------------------------------------- | -------- | ------------- | --------- | ------- |
| 14 juin 2004                             | En cours | Dino De Marco | UDC       |         |
| Les données manquantes sont à compléter. |          |               |           |         |

### Hameaux
Cagialone, Cerreto, Cerreto superiore, Cerrone, Ciummare, Collemarino, Elcine, Foreste, Montupoli, Piane San Pantaleone, Quattro Strade, Valle Sant'Angelo 

### Communes limitrophes
Ari, Francavilla al Mare, Giuliano Teatino, Ortona, Ripa Teatina, Tollo, Villamagna